# Bọ cánh cứng nhện Úc
Bọ cánh cứng nhện Úc, tên khoa học Ptinus tectus, là một loài bọ cánh cứng thuộc chi Ptinus trong họ Ptinidae.
Chúng là một loài bọ cánh cứng nhỏ phá hoại nhiều loại sản phảm. Nó là loài bọ trong nhà phổ biến nhất. Loài này đến châu Âu và Anh quốc từ Úc vào năm 1900.